# Kisarazu (Chiba)

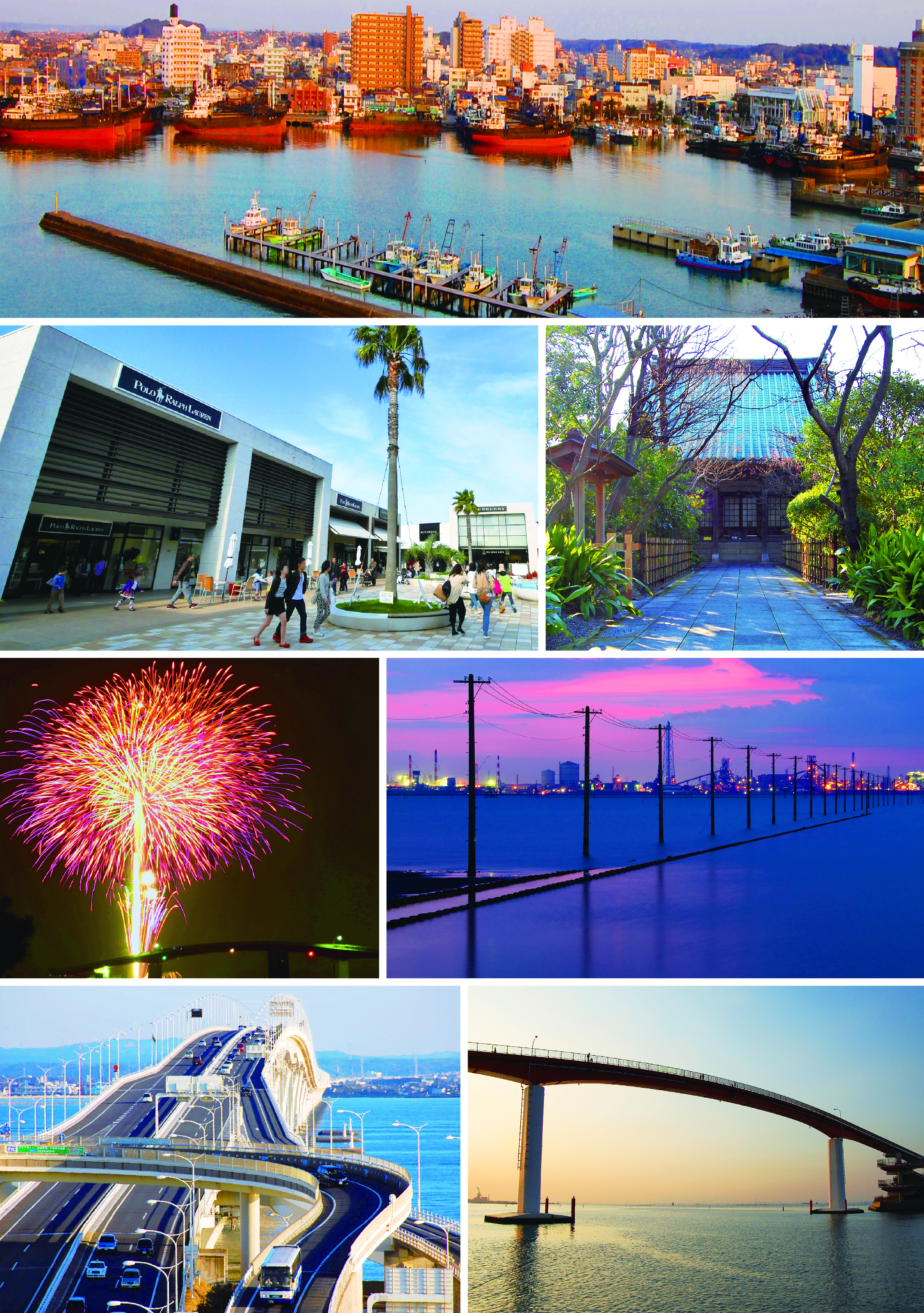
Kisarazu

Kisarazu (木更津市 Kisarazu-shi?) es una ciudad japonesa localizada en la prefectura de Chiba. El área total de la ciudad es de 138,95 kilómetros cuadrados (53,65 mi sq). La ciudad cuenta con una población estimada de 136.023 habitantes en 63.431 hogares con una densidad de 980 personas por km² de población (en diciembre de 2020). Tenía un área de 138,73 km² y 124.885 habitantes (en diciembre de 2008).

## Geografía

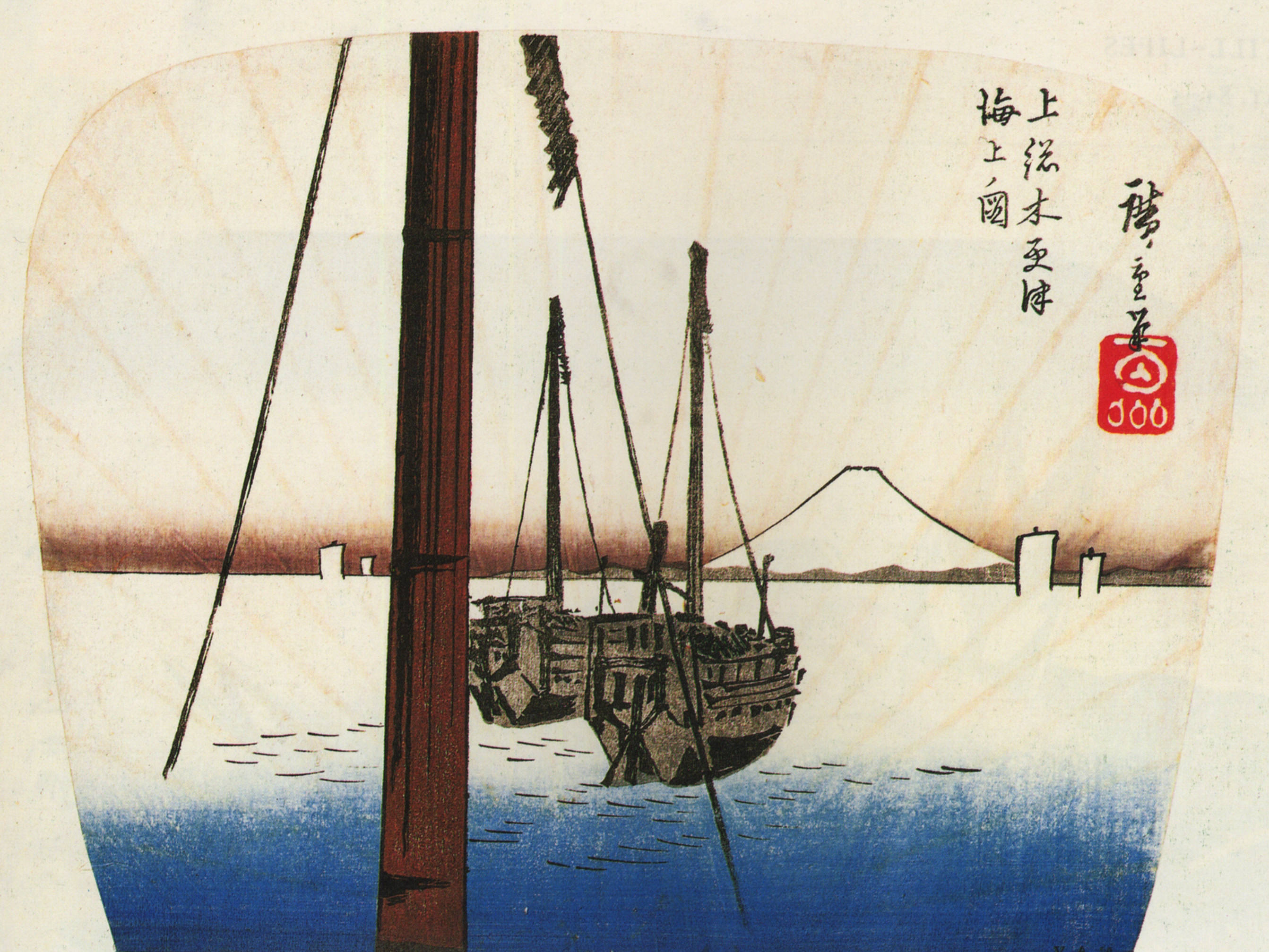
Este ukiyo-e de Hiroshige muestra desde Kisarazu. Bahía Edo al otro lado de la Monte Fuji

Kisarazu se encuentra en la parte medio occidental de la península de Bōsō, aproximadamente a 30 kilómetros al suroeste de la capital de la prefectura en Chiba y a 70 u 80 kilómetros del centro de Tokio. La Línea-Aqua de la Bahía de Tokio, un puente-túnel a través de la Bahía de Tokio, conecta Kisarazu y las ciudades de Kawasaki y Yokohama en Prefectura de Kanagawa, acortando la distancia por carretera hasta el centro de Tokio de 30 a 40 kilómetros.
El área de la ciudad se extiende de este a oeste, y la parte occidental de la ciudad es la tierra plana de la llanura de Kanto, y la parte oriental es la meseta de Kisarazu y la cordillera de los Montes Boso. La zona costera de la Bahía de Tokio es un vertedero industrial desde la costa sur del puerto de Kisarazu hasta Kimitsu. El río principal de la ciudad es el río Obitsu, que es el segundo río más largo de la prefectura después del río Tone y tiene una longitud total de 88 kilómetros. En la ciudad no hay montañas particularmente altas, e incluso el punto más alto se encuentra a unos 200 metros sobre el nivel del mar.

#### Municipios vecinos
- Ichihara
- Sodegaura
- Kimitsu

### Clima
Kisarazu tiene un clima subtropical húmedo (Köppen CFA) caracterizado por veranos cálidos e inviernos frescos con nevadas ligeras o nulas. La temperatura media anual en Kisarazu es de 15,8 °F (60,4 °F). La precipitación media anual es de 1.650,7 mm (64,99 pulgadas), siendo octubre el mes más lluvioso. Las temperaturas son más altas en promedio en agosto, alrededor de 26,8 °C (80,2 °F), y más bajas en enero, alrededor de 5,6 °C (42,1 °F).

## Datos demográficos
Según los datos del censo japonés, la población de Kisarazu ha aumentado sustancialmente en los últimos 70 años.
| Año del censo | Población        |
| ------------- | ---------------- |
| 1950          | 58.065           |
| 1960          | 59.965 (+3,3%)   |
| 1970          | 79.956 (+33,3%)  |
| 1980          | 110.711 (+38,5%) |
| 1990          | 123,433 (+11,5%) |
| 2000          | 122.768 (−0,5%)  |
| 2008          | 124.885          |
| 2010          | 129,312 (+5,3%)  |
| 2020          | 136,166 (+5,3%)  |
| 2021          | 136,118          |

## Historia

### Historia temprana
La zona de la moderna Kisarazu ha estado habitada desde el Paleolítico japonés, y se conservan numerosos restos del Jōmon, Yayoi y períodos Kofun se han encontrado dentro de los límites de la ciudad. El área también es prominente en la mitología Yamatotakeru. Bajo el sistema Ritsuryō del período Nara, el área pasó a formar parte de Provincia de Kazusa. El área fue disputada entre el clan Hōjō posterior, el Clan Takeda y hatamoto territorio controlado directamente por el shogunato y administrado por numerosos tenryō, con grandes porciones como Jōzai de dominio feudal, parte del área fue bajo el control del shogunato Tokugawa bajo el período Edo. Durante el período Sengoku durante el Clan Satomi.

### Restauración Meiji y Prefectura de Kisarazu
Kisarazu fue parte de la compleja reconfiguración de las áreas administrativas al comienzo del Período Meiji. En 1871, como parte de la abolición del Sistema han, el Dominio Sakurai, ubicada en parte en Kisarazu, fue abolida y la "Prefectura de Sakurai" quedó establecida. fue establecido.
En noviembre del mismo año, la prefectura se fusionó con la antigua provincia de Awa y Kazusa. Provincia para formar la "Prefectura de Kisarazu". La sede de la prefectura se estableció en el actual distrito Kaifusa de Kisarazu. La prefectura de Kisarazu se estableció dos años más tarde, en 1873. Se combinó con la prefectura de Inba para formar la actual prefectura de Chiba. Ciudad de Kisarazu, fundada el 1 de abril de 1889 con la creación del moderno sistema de municipios.

### Segunda Guerra Mundial y posguerra
Kisarazu se desarrolló como un centro de actividad militar como parte de la militarización de Japón en la década de 1930. En 1935-1936, la Armada Imperial Japonesa estableció el Campo Aéreo de Kisarazu. para el Grupo Aireo de Kisarazu en el vertedero en la parte norte de Kisarazu para Proteger a Tokio del ataque. La base sirvió como arsenal y empleó hasta 17.000 trabajadores durante la guerra. Fue este sitio el que recibió los restos del almirante Isoroku Yamamoto después de ser transportado de regreso a Japón a bordo del acorazado japonés jet (JASDF). Fuerza Aérea de Autodefensa de Japón desde 1945 como " "Base aérea de Kisarazu". En 1956, la base fue transferida oficialmente al control de la Fuerza Aérea de los Estados Unidos, fue probado en la base en 1945. La base fue utilizada por la, el primer KikkaNakajima . El Musashi
El 3 de noviembre de 1942, la ciudad de Kisarazu, la aldea de Iwane, la aldea de Kiyokawa y la aldea de Namioka se fusionaron para formar la ciudad de Kisarazu. Kisarazu se amplió mediante la fusión con la vecina ciudad de Aoyagi el 31 de marzo de 1955, y nuevamente mediante la fusión con Pueblo de Amaha y Pueblo de Osawa el 25 de abril de 1971.

## Gobierno

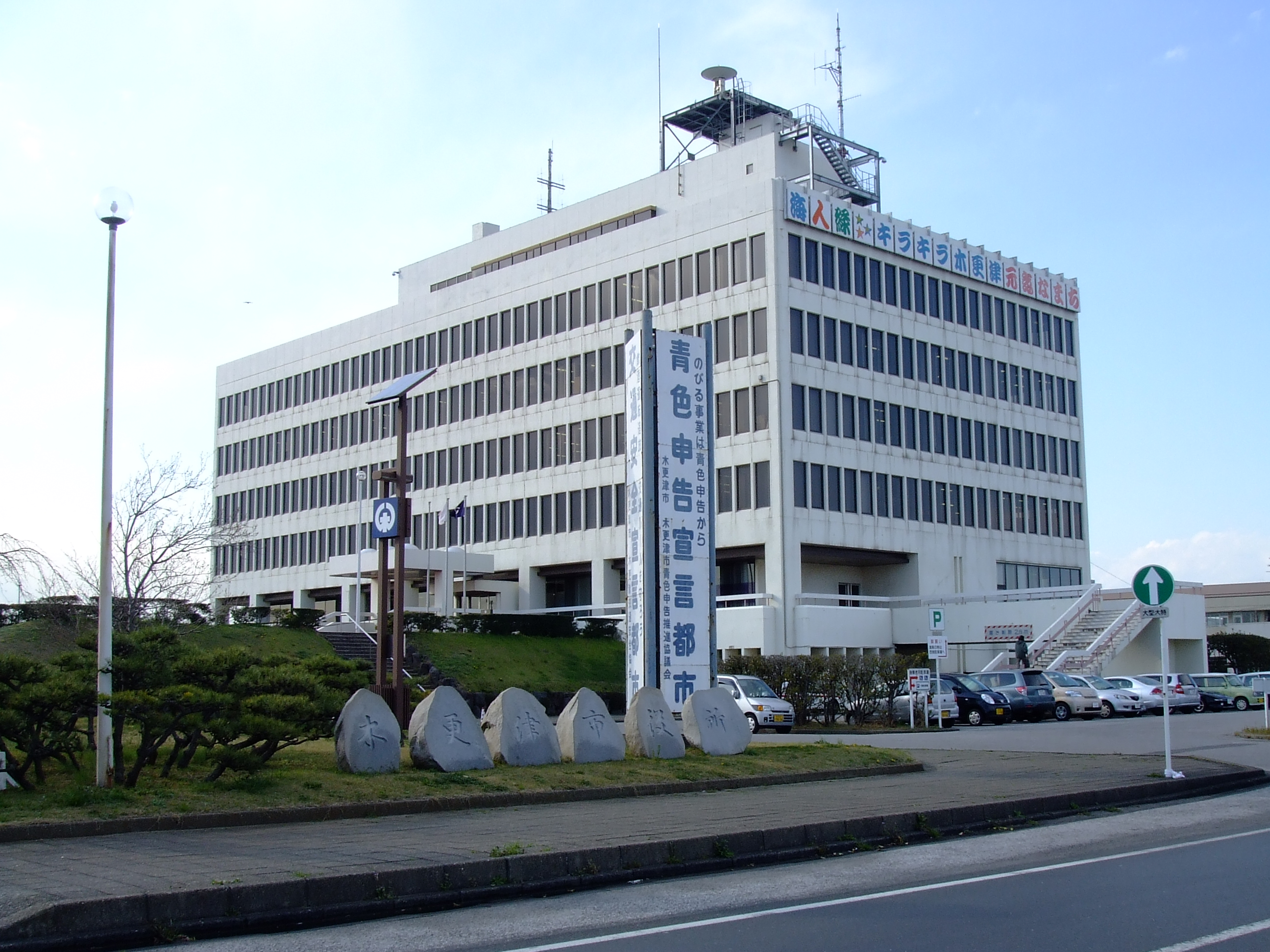
Ayuntamiento de Kisarazu

Kisarazu tiene una alcalde-consejo forma de gobierno con un alcalde elegido directamente y un unicameral cámara baja de la distrito 12 de Chiba ayuntamiento de 24 miembros. Kisarazu aporta dos miembros a la Asamblea de la Prefectura de Chiba. En términos de política nacional, la ciudad forma parte de la Dieta de Japón.

## Economía
Kisarazu tiene una economía mixta basada en la pesca comercial, la agricultura y la industria pesada a lo largo de la costa de la Bahía de Tokio. Sirve como centro comercial de la península de Bōsō central y es cada vez más una comunidad dormitorio para la vecina Kimitsu y la metrópolis Kawasaki – Yokohama, y Los precios de la tierra aumentaron dramáticamente entre los años 1980s y 2000s. nuevas ciudades. La apertura de la Aqua-Line de la Bahía de Tokio también ha dado lugar a la creación de varios centros comerciales con tiendas outlet y al desarrollo de Bahía de Tokio.

## Transporte

### Ferrocarril
- Ferrocarriles del Este de Japón (JR Este) – Línea Uchibō
  - Iwane - Kisarazu

- Ferrocarriles del Este de Japón (JR Este) – Línea Kururi
  - Kisarazu - Gion - Kazusa-KiyokawaMakuta --- Higashi-Kiyokawa -

### Carreteras

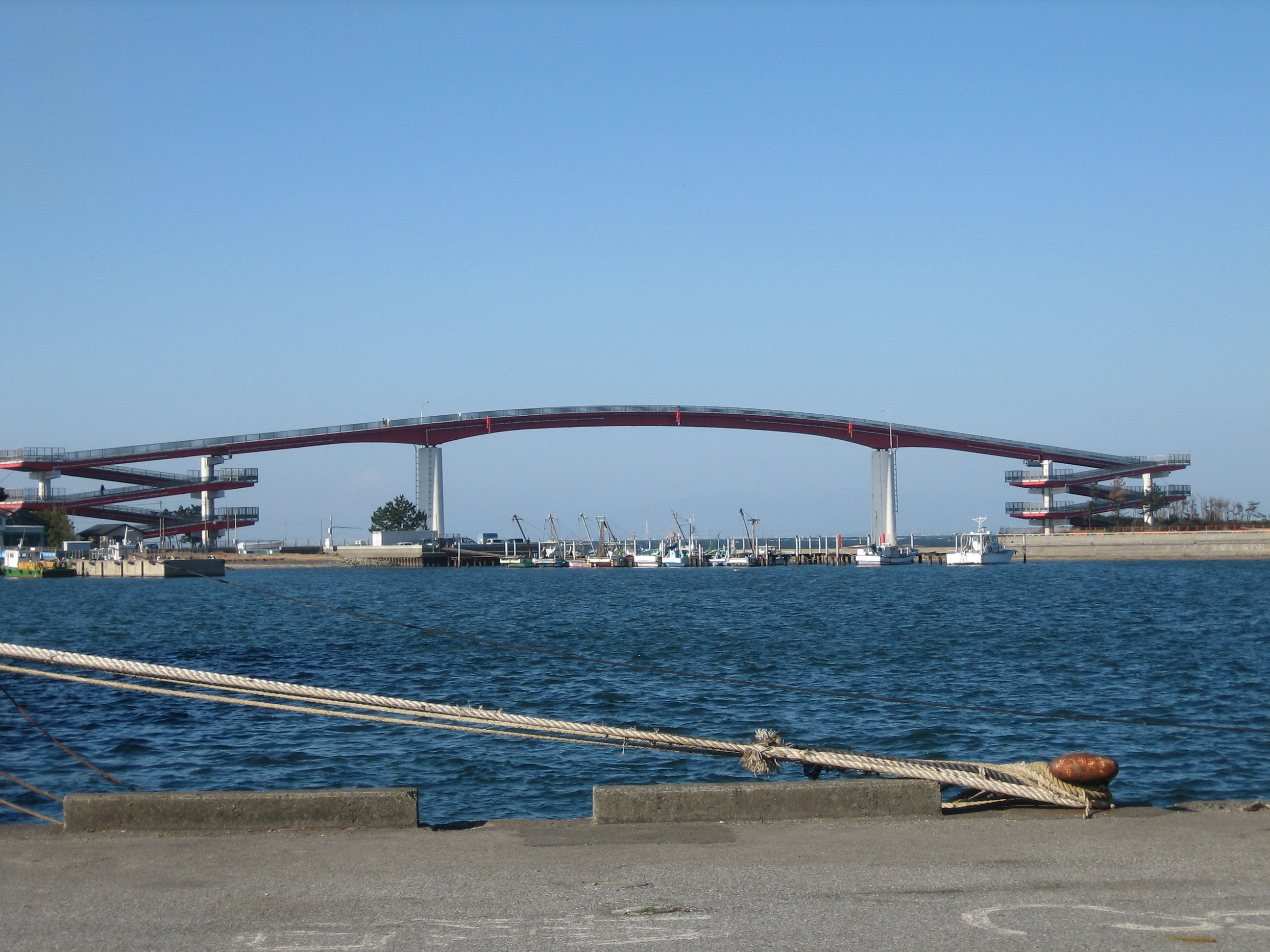
Puente Nakanoshima

- Línea acuática de la Bahía de Tokio (CA)
- Autopista Ken-Ō (C4)
- Autopista Tateyama (E14)
- Ruta Nacional 16
- Ruta Nacional 127
- Ruta Nacional 409
- Ruta Nacional 410

### Puertos marítimos
- Puerto de Kisarazu

## Educación
- Universidad Seiwa
- Kisazaru tiene 18 escuelas primarias públicas y 12 escuelas intermedias públicas administradas por el gobierno de la ciudad, y dos escuelas secundarias públicas administradas por la Junta de Educación de la Prefectura de Chiba. La ciudad también tiene una escuela primaria privada, dos escuelas intermedias privadas y cuatro escuelas secundarias privadas.

## Atracciones locales
- Parque Nakanoshima (Kisarazu)
- Enmyō-in - templo budista
- Kōzō-ji - Templo número 30 en el Bandō Sanjūsankasho el circuito de 33 templos budistas en el este Japón

## Relaciones de ciudades hermanas
- Bogor, Java Occidental, Indonesia, a partir del 18 de noviembre de 2016
- Oceanside, California, Estados Unidos, del 29 de junio de 1990

Kisarazu - Gion - Kazusa-KiyokawaMakuta --- Higashi-Kiyokawa -